# Balrozi
Balrozi pripadaju Maiarima (anđeoskim bićima ili silama) koje je Morgoth zaveo tijekom Prvog doba. Neki su se pomamili za veličinom i sjajem tamnog gospodara dok su drugi za njime krenuli kasnije zbog laži i blistavih poklona. Dok su se nalazili u Međuzemlju, poprimali su fizički oblik koji je bio strašan i moćan. Riječ "balrog" je iz sindarinskog jezika i znači "demon moći", dok to ime na quenijskom, Valarauco (množina Valaraucar), znači "moćan zloduh". Maiari su ubrzo postali nalik na svog gospodara - njihova su srca postala vatrena i bili su ogrnuti tamom. Svuda kuda su se kretali pratio ih je teror. Zna se i da su bili jaki u magiji. 
Tijekom ratova za Beleriand okupljali su se u tvrđavi Angband. Glavno im je oružje bio vatreni bič koji je sličio na višestruki bič obavijen plamenom. To je oružje iskorišteno za kidanje Ungoliathine mreže kada je taj veliki pauk htio pojesti Morgothove Silmarile. Tijekom Prvog doba često su u bitkama koristili crne sjekire i teške buzdovane. Najpoznatiji Balrog bio je Gothmog, njihov vođa i jedan od zapovjednika Utumna. Tijekom druge bitke za Beleriand upravo je on ubio vilenjačkog kralja Feanora. Stradao je od mača vilenjaka Echteliona u bitci za Gondolin.

Jednog su Morgothova balroga u dubinama rudnika Morije nehotice oslobodili patuljci, kopajući za kovinom neprocjenjive vrijednosti mithrilom (vjerojatno ga je već bila probudila Sauronova zloća, jer je on u to doba jačao, pa su se sva zla stvorenja uskomešala). Ta je neman ubila kralja Durina VI. i njegova sina Náina I., i tako je prošla slava Morije.  Mnogo godina poslije taj je balrog napao Prstenovu družinu dok su prolazili kroz napuštenu Moriju, jer je osjetio blizinu Jedinstvenog Prstena. Borio se vatrenim bičem i užarenim mačem, a povukao je za sobom u dubinu čarobnjaka Gandalfa, koji ga je ipak pobijedio.